# Lucreția Andronic
Lucreția Andronic (n. 25 aprilie 1925, Dumbrăveni, Suceava este o poetă română, membră a Uniunii Scriitorilor din România. D.07.09.2020

## Date biografice
A urmat Liceul "Carnen Sylva" din Botoșani. Este licențiată a Facultății de Chimie Industrială Iași (1948-1952). 
A lucrat la Direcția Agricolă Botoșani. Pensionară, locuiește în orașul Botoșani.

## Apariții editoriale
- Ușa dintre cuvinte, 1987;
- Târgul de vise, 1988;
- 'Vară netrerminată, 1990;
- Întâlniri din infinit, 1992;
- Vacanță în cer, 1993;
- Între două veșnicii, 1998;
- Inelul nunții de pelin, 1999;
- Raza pe care o urc, 2003;
- Păcate omenești, 2003;
- În calea misterelor, 2007;
- Pentru tot și pentru toate, 2007.